# Loth Loriën
Die Loth Loriën ist eine dreimastige Barkentine unter niederländischer Flagge.

## Geschichte
Das Schiff lief 1907 als Baunummer 33 der Werft Mjellem & Karlsen in Bergen mit dem Namen Njord vom Stapel. Auftraggeber des im Juli 1907 als stählerner Logger abgelieferten Schiffs war das Unternehmen P. Th. Sandborg A/S aus Ålesund. Ursprünglich war die Njord 28,83 Meter lang, 5,79 Meter breit, hatte eine Seitenhöhe von 2,80 Metern. Das mit 109 Bruttoregistertonnen vermessene Fischereifahrzeug verfügte über eine bei der Bauwerft hergestellte Verbunddampfmaschine mit einer Leistung von 14 nominalen PS und eine Schonerbesegelung. 1930 wurde das Schiff auf 32,58 Meter verlängert, wobei die Vermessung auf 124 BRT stieg. Ab 1931 betrieb das Unternehmen A/S Njørd von B. Runde in Ålesund das Schiff und der Name änderte sich im Register auf Njörd, bzw. Njørd. Anfang der 1950er Jahre stieg die Vermessung auf 130 BRT. 1952 wurde die Dampfmaschine durch einen 1947 hergestellten Achtzylinder-Viertakt-Dieselmotor des Herstellers R. A. Lister aus Dursley mit einer Leistung von 280 PS ersetzt. Im selben Jahr ließ B. Runde das Fahrzeug auf die Gesellschaft Havfiskeselskapet A/S Njørd in Ålesund übertragen und ab 1957 wurde es durch Jac. M. Remø in Ålesund eingesetzt. 1962 wurde das Fahrzeug durch die Statens Fiskarbank zwangsversteigert und im August 1963 an Oskar Thu auf Valderøya verkauft. Zwei Jahre darauf erhielt die Njørd einen Fünfzylinder Alpha Diesel mit 425 PS als Hauptmotor. Im Jahr 1974 erwarb Andreas Karlsen aus Vedavågen das Schiff und setzte es als Trawler ein. In den 1970er Jahren wurde das Schiff auf Kolbein Karlsen in Vedavågen eingetragen und aufgelegt. Im Juni 1982 wurde der Auflieger zunächst an Steinar Vea und kurz darauf in die Niederlande verkauft.
Um 1989 übernahm der heutige Eigner das Schiff und ließ es zur Stagsegelketch Loth Loriën umbauen. Seitdem wurde das Schiff noch mehrfach umgebaut. So erfolgte 1992 erneut ein Umbau. Mit modernerer Takelage und neuem Innenausbau wurde das Schiff seitdem als Charterschiff eingesetzt. 2001/2002 wurde der Rumpf erneut verlängert und das Schiff zum Dreimast-Gaffelschoner umgebaut. 2008/2009 wurde es zur Barkentine umgeriggt. Das Schiff ist vor allem in deutschen und dänischen Gewässern unterwegs.
Für Tagestouren bietet die Loth Loriën bis zu 90 Passagieren Platz. Für Wochenend- oder längere Segeltörns sind Kabinen für bis zu 36 Mitsegler vorhanden. Im Salon finden 50 Personen Platz. Die Besatzung lässt interessierte Mitsegler auf Wunsch aktiv mitsegeln.

## Bilder

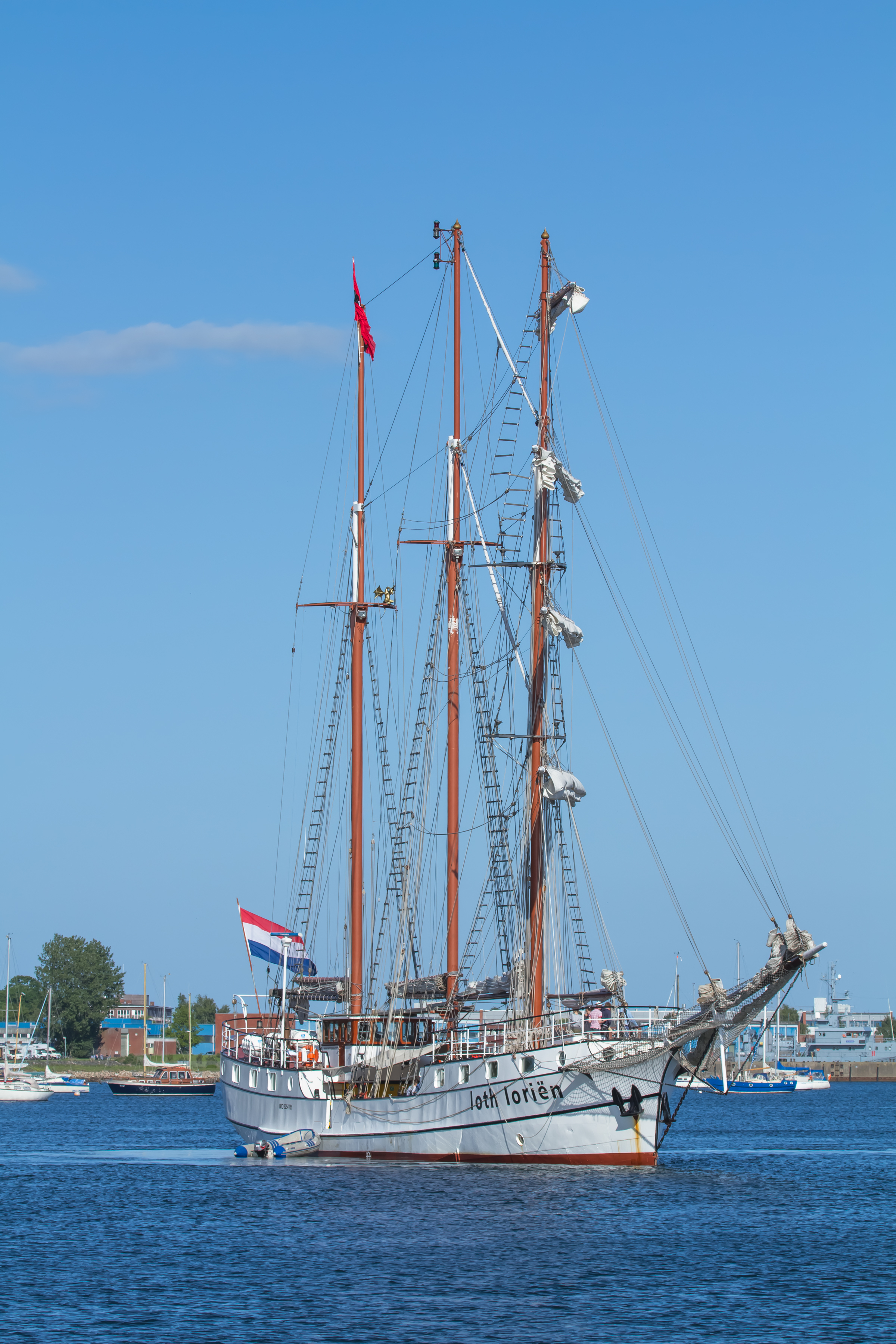
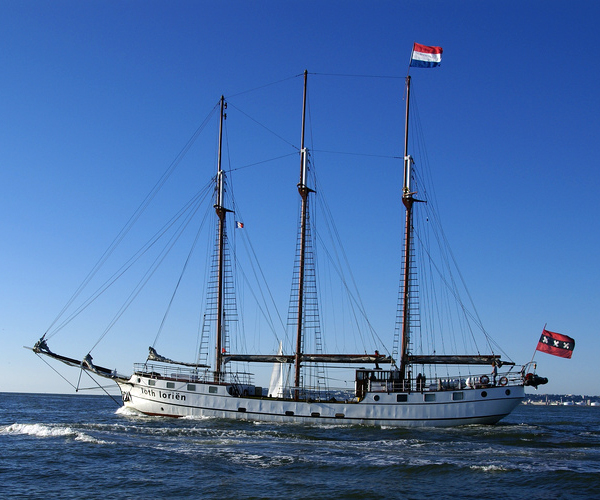
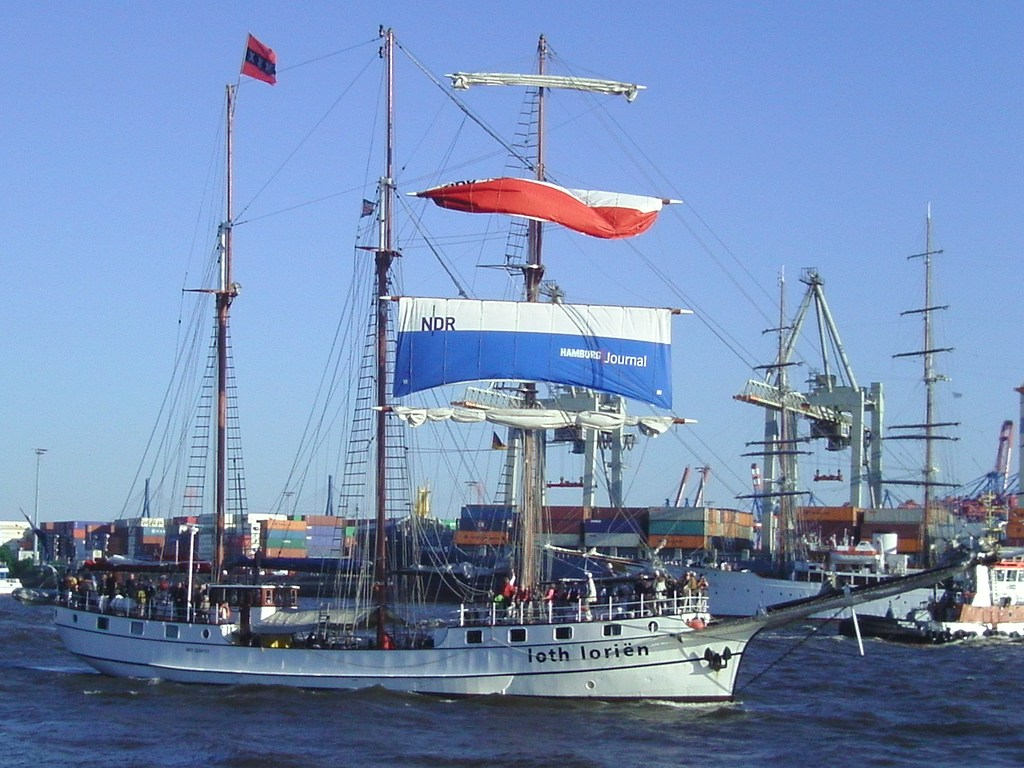
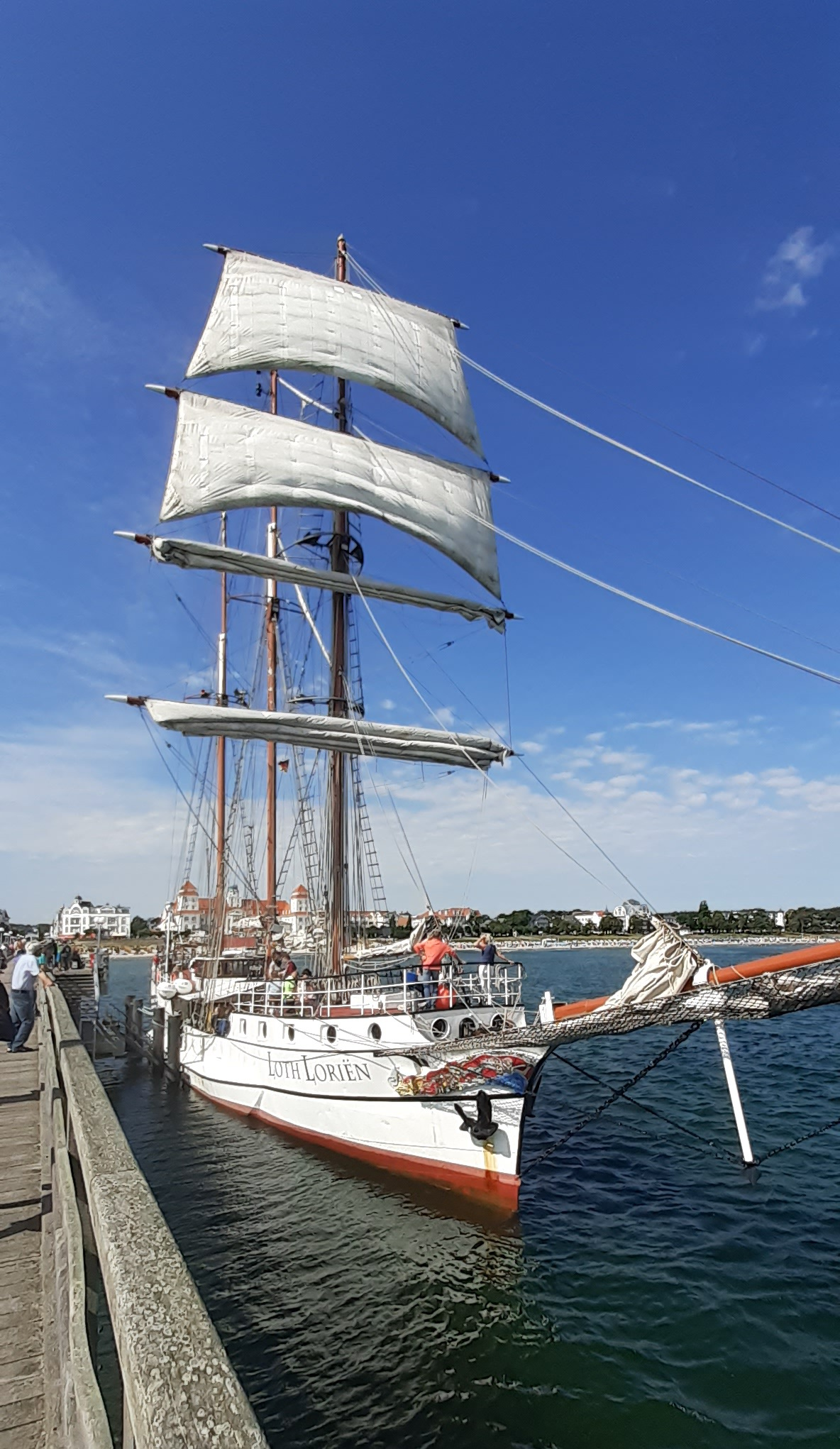
Die Loth Lorien an der Seebrücke in Binz